# Список умерших в 1361 году

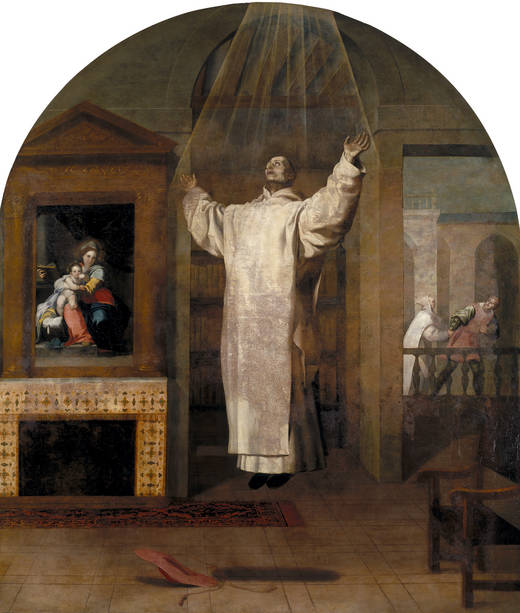
Жан Бирель

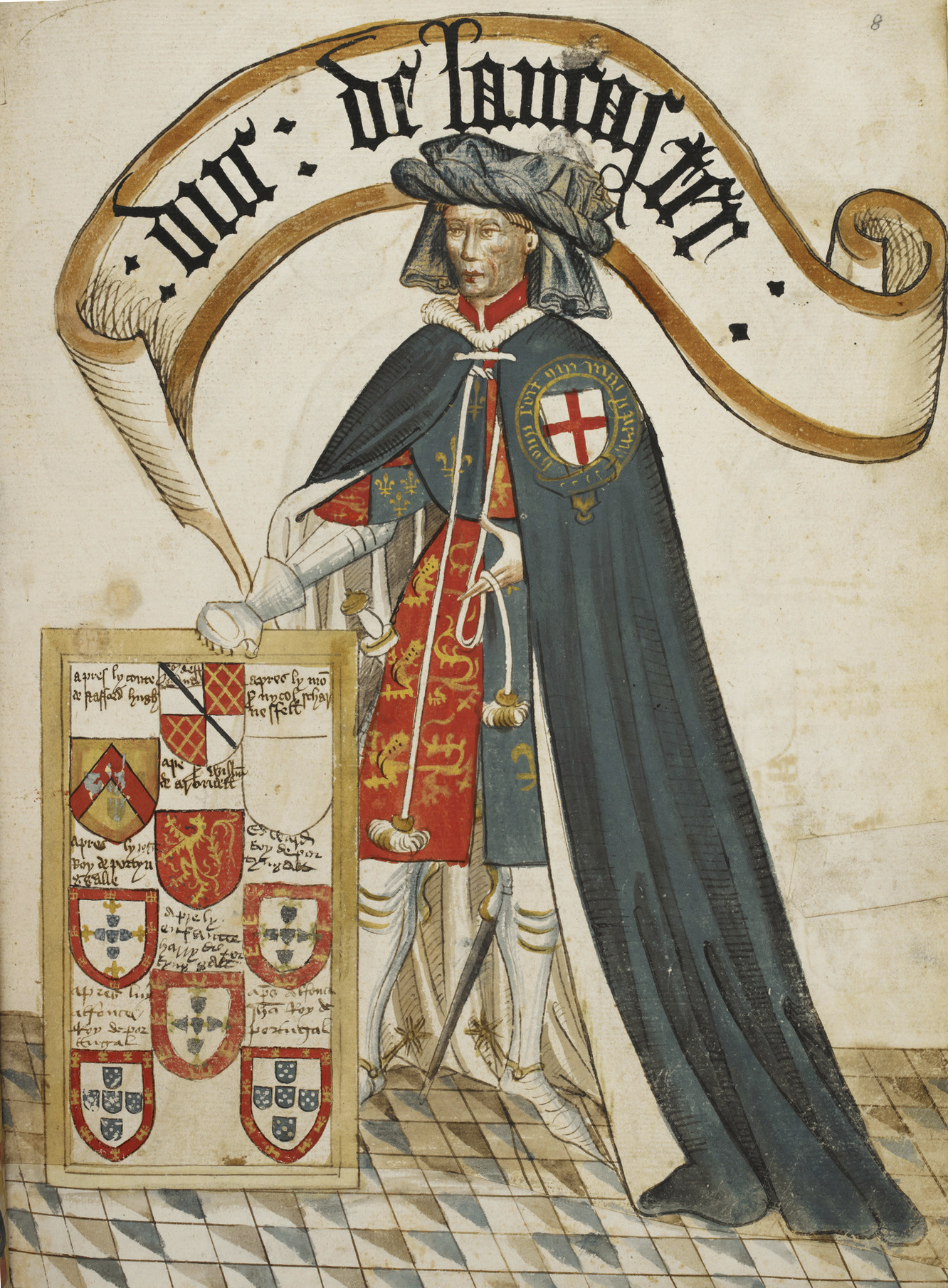
Генри Гросмонт

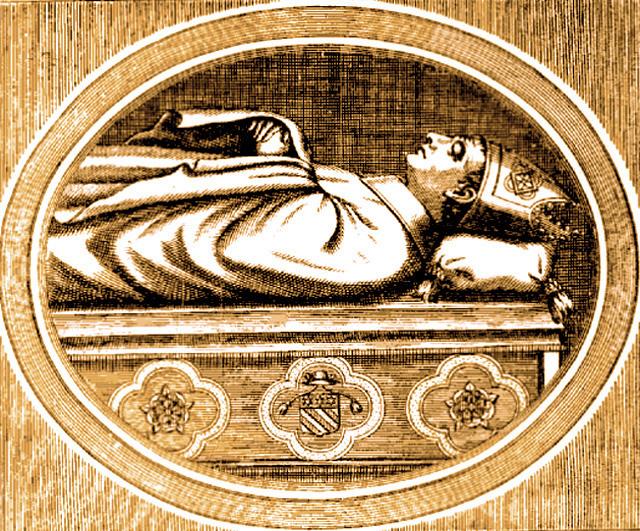
Пьер де Прес

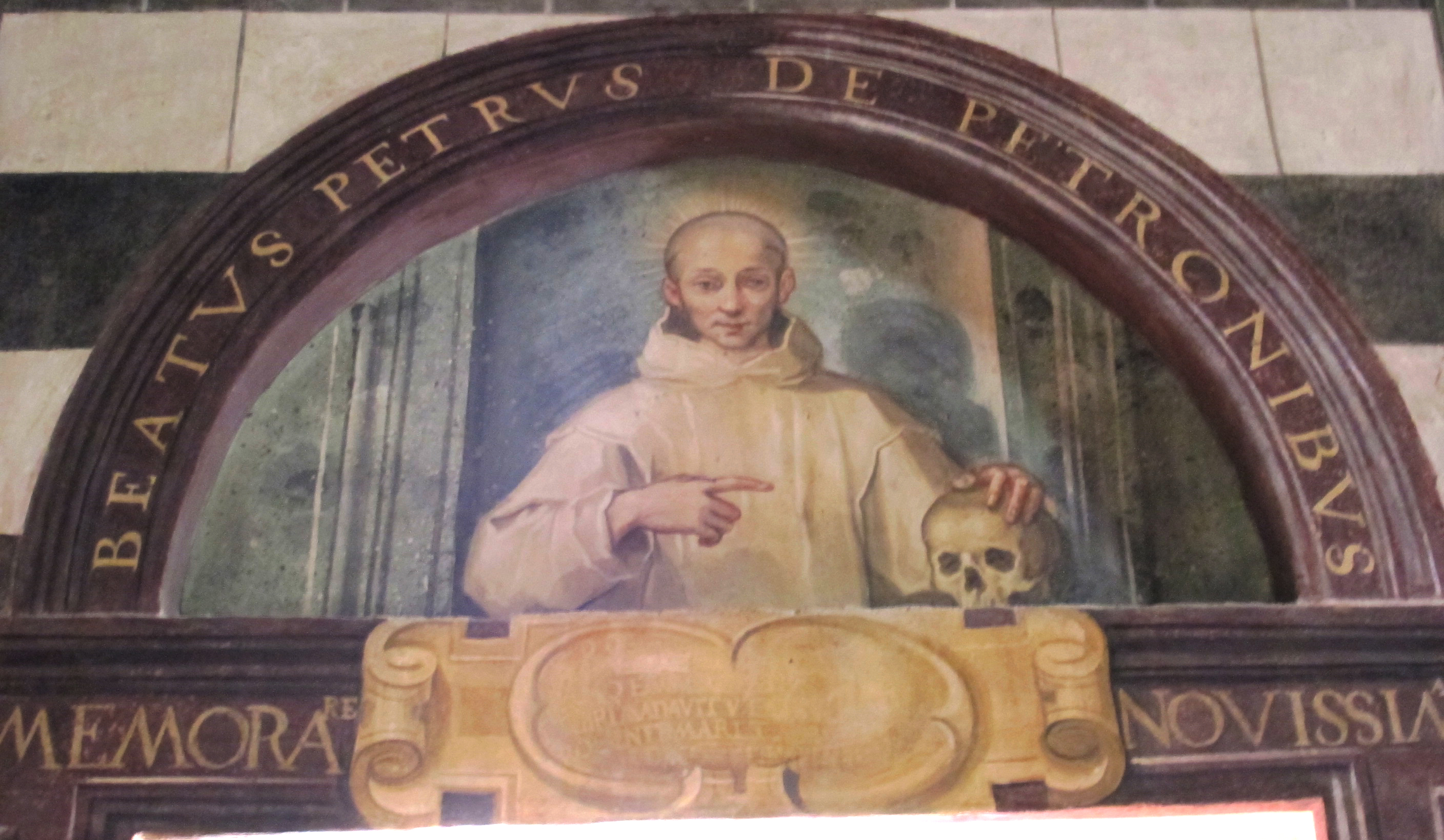
Пьетро Петрони

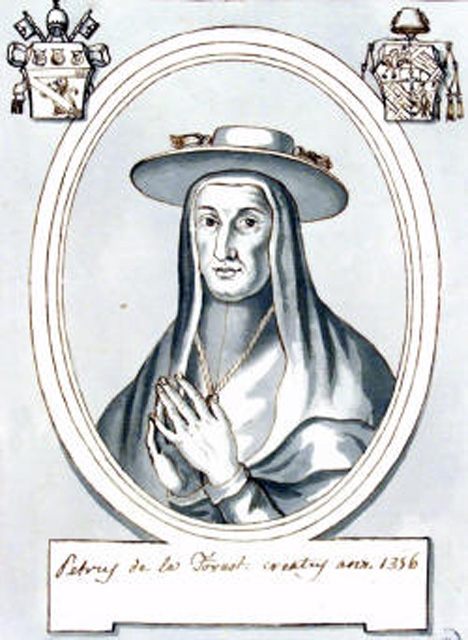
Пьер де Лафоре

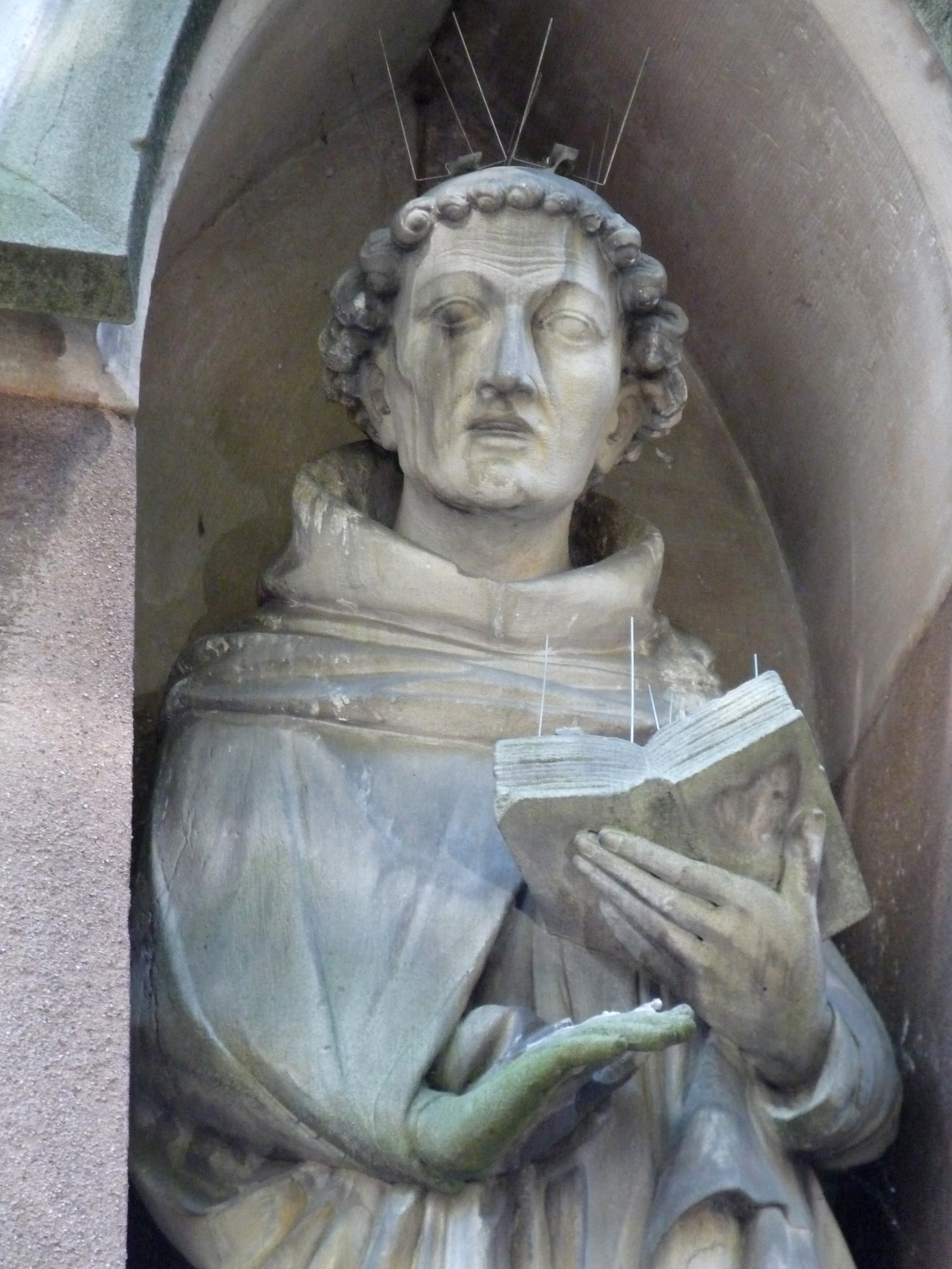
Иоганн Таулер

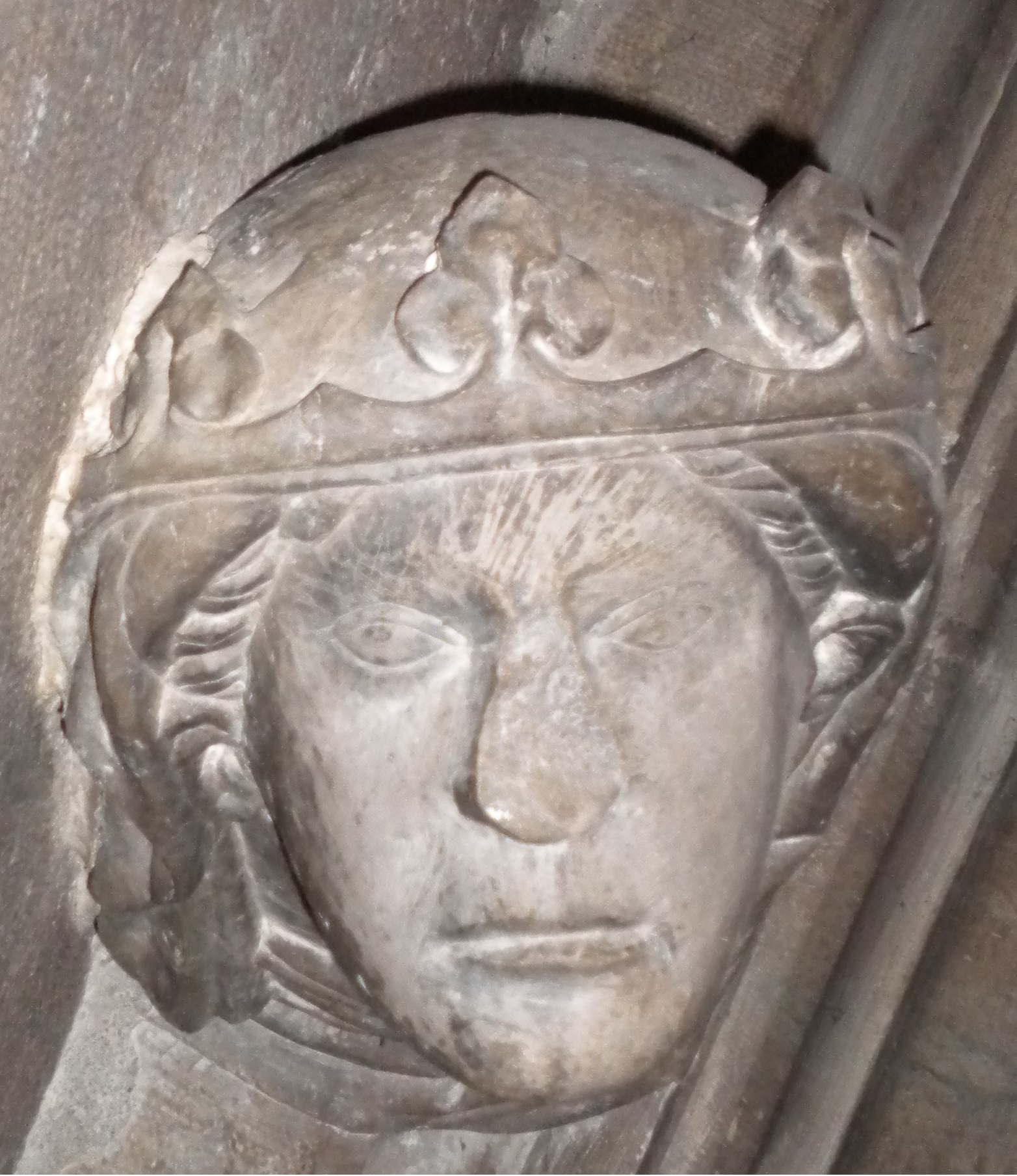
Ингеборга Норвежская

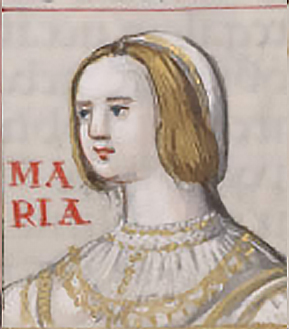
Падилья, Мария

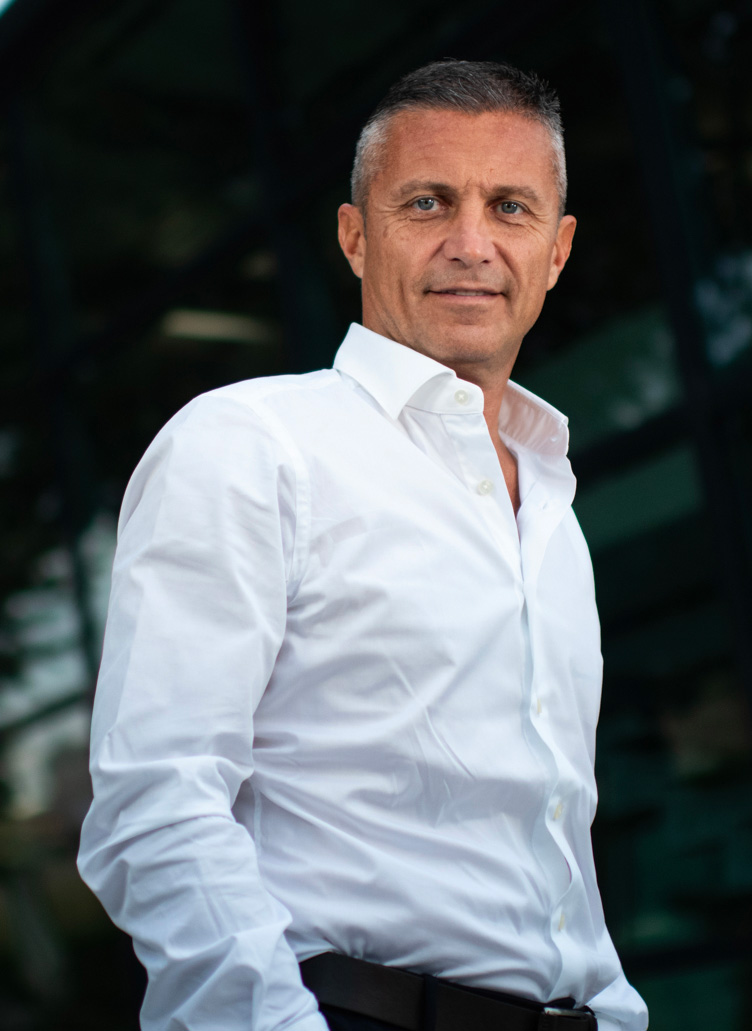
Джованни Дольфин

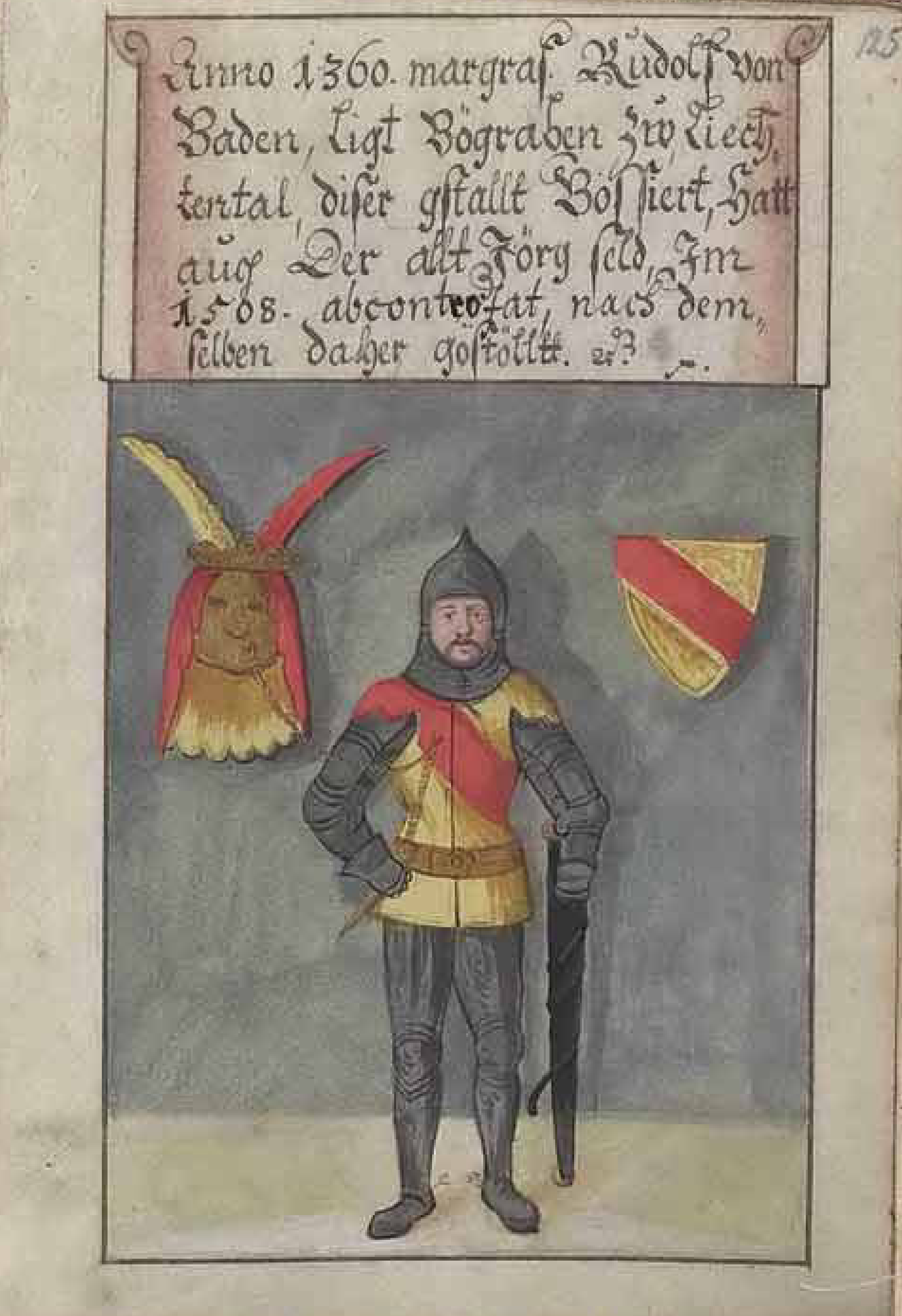
Рудольф V

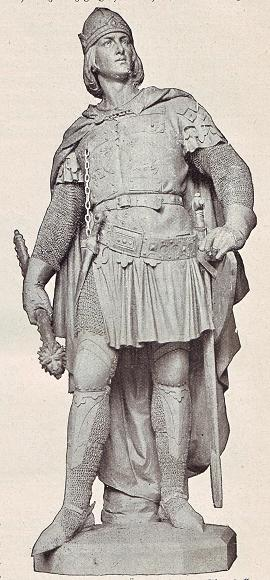
Людвиг V

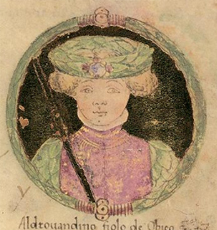
Альдобрандино III д’Эсте

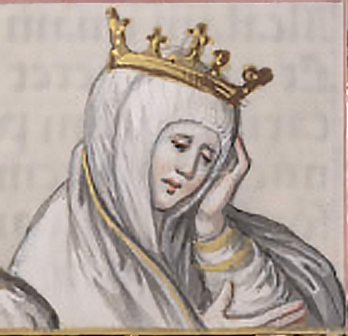
Бланка де Бурбон

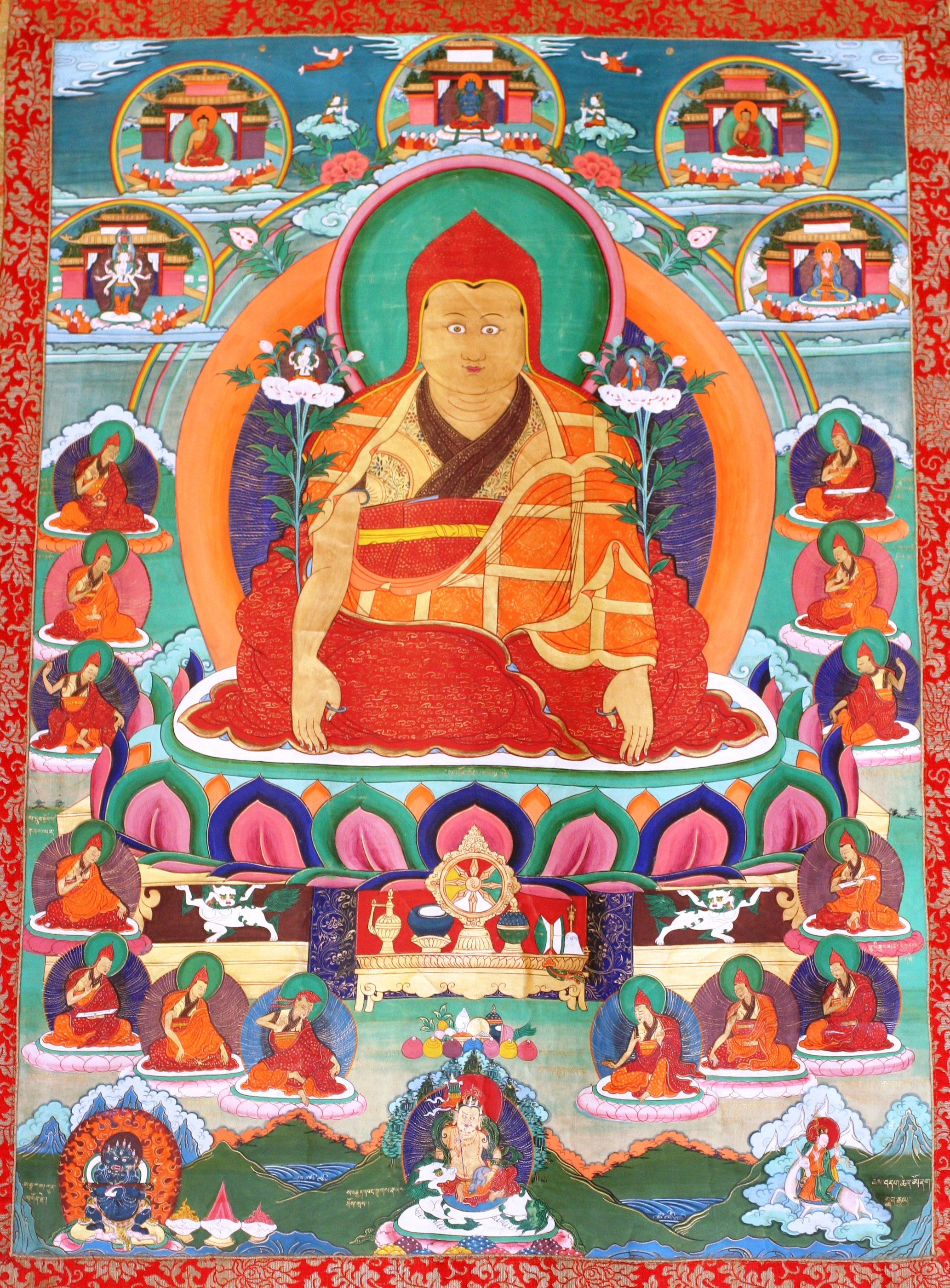
Долпопа Шераб Гьялцен

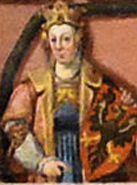
Елизавета Польская

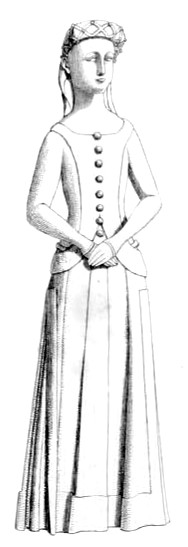
Мария Плантагенет

В этой статье представлен список известных людей, умерших в 1361 году.
См. также: Категория:Умершие в 1361 году

## Январь
- 6 января — Жан Бирель[фр.] — генеральный министр ордена Картезианцев (1346—1361)
- 7 января — Герлах I — граф Нассау (1304—1344), граф Нассау-Зонненберг (1344—1361).
- 23 января — Якоб Нильсен Кирнинг[нем.] — архиепископ Лунда (1355—1361).
- Дитрих фон Хайнсберг — последний граф Лоона (1336—1361).

## Февраль
- 5 февраля — Элизабет Дамори, английская аристократка, 2-я баронесса Дамори в своём праве (suo jure) (1322—1361).
- 26 февраля — Вильгельм I — Граф Юлиха (1328—1336) (как Вильгельм V), маркграф Юлиха (1336—1356), первый герцог Юлиха (1356—1361)

## Март
- 9 марта — Эрнст I — герцог Брауншвейг-Люнебурга, князь Грубенхагена (1322—1361).
- 23 марта — Генри Гросмонт — граф Дерби (1337—1361), граф Ланкастер (1345—1351), герцог Ланкастер (1351—1361), граф Линкольн (1345—1361), граф Лестер (1345—1361), Лорд-распорядитель (1345—1361), полководец и дипломат. Один из рыцарей-основателей ордена Подвязки, Умер от чумы
- 25 марта — Этьен Альдобранди[фр.] — епископ Сан-Пон-де-Томьер (1346—1348), архиепископ Арля (1348—1350), архиепископ Тулузы (1350—1360), Камерленго (1347—1360)

## Апрель
- 30 апреля — Отто[нем.] — архиепископ Магдебурга (1327—1361).

## Май
- 12 мая:
  - Адемар де Монтей[нем.] — епископ Меца (1327—1361);
  - Джон ле Стрейндж, английский аристократ, 4-й барон Стрейндж из Блэкмера (1360—1361).
- 16 мая — Пьер де Прес — епископ Рьеза (1318), архиепископ Экс-ан-Прованса (1318—1320), кардинал-священник Santa Pudenziana (1320—1323), кардинал-епископ Палестрины (1323—1361), декан Коллегии кардиналов (1336—1361); умер от чумы.
- 19 мая — Этьенн де Ла Гарде[фр.] — епископ Лиссабона (1344—1348), епископ Сента (1348—1351), архиепископ Арля (1351—1361)
- 27 мая — Уильям де Торп[англ.] — лорд главный судья Англии и Уэльса (1346—1350)
- 29 мая — Пьетро Петрони[итал.] — блаженный римско-католической церкви.

## Июнь
- 7 июня — Пьер де Ла Форе — епископ Турне (1349—1350), епископ Парижа (1350—1352), архиепископ Руана (1352—1356), кардинал-священник Saints-Apôtres (1356—1361).
- 9 июня:
  - Итир де Ярусс[фр.] — епископ Осера (1359—1361);
  - Филипп де Витри (69) — епископ Мо (1351—1361), французский композитор и теоретик музыки, изменивший систему нотации и ритмики. Автор трактата «Новое искусство» (лат. Ars nova), именем которого называется период в истории западноевропейской музыки.
- 12 июня — Гильом де Корт Новель[фр.] — епископ Нима (1337), епископ Альби (1337—1338), кардинал-дьякон Santi Quattro Coronati (1338—1350), кардинал-епископ Фраскати (1350—1361), Камерленго (1348—1361)
- 16 июня:
  - Томас де Брюес (59), английский рыцарь, 1-й барон Брюес (1348—1361);
  - Иоганн Таулер — немецкий христианский мистик и проповедник.
- 17 июня:
  - Гильом Фарнье[фр.] — генеральный министр ордена францисканцев (1348—1357), кардинал-пресвитер Santi Marcellino e Pietro (1356—1361);
  - Ингеборга Норвежская — дочь норвежского короля Хакона V Святого, жена Эрика Магнуссона, герцога Сёдерманландского, регент Швеции (1319—1327), регент Норвегии (1319—1326).
- 23 июня:
  - Николас II де Берсаторибус[фр.] — епископ Аосты (1327—1361);
  - Томас де Лиль[англ.] — епископ Или (1345—1361).
- 30 июня — Никита Схоларий — византийский греческий аристократ и один из ведущих чиновников Империи Трапезунда, Великий дука, умер в тюрьме.
- Томас Фастольф[англ.] — епископ Сент-Дейвидса (1352—1361).
- Филипп де Шамбарльяк[фр.] — епископ Сьона (1338—1342), епископ Ниццы (1342—1345), архиепископ Никосии (1345—1360), архиепископ Бордо (1360—1361).

## Июль
- 12 июля:
  - Джованни Дольфин — 57-й Венецианский дож (1356—1361);
  - Джон Ловел, английский аристократ, 4-й барон Ловел из Тичмарша (1347—1361).
- 13 июля — Пьер Бертран де Коломбье[фр.] — епископ Невера (1335—1339), епископ Арраса (1339—1344), кардинал-священник Санта-Сусанна (1349—1353), кардинал-епископ Остии (1353—1361)
- 14 июля — Эдуард де Монтегю, английский аристократ, 1-й барон Монтегю (1348—1361).
- 21 июля — Рено де Мобернар[фр.] — епископ Паленсии (1353—1356), епископ Лиссабона (1356—1358), епископ Отёна (1358—1361)
- 24 июля — Гилберт де Мендегачес[фр.] — Епископ Сен-Понс-де-Томьер (1349—1353), епископ Гапа (1353—1357), епископ Лодева (1357—1361).
- Уильям Дакр — 2-й барон Дакр (1339–1361), последний барон Малтон из Гилсленда (1361).
- Мария Падилья — любовница короля Кастилии Педро I Жестокого.

## Август
- 1 августа — Жан де Караман[фр.] — кардинал-дьякон Сан-Джорджо-ин-Велабро (1350—1361)
- 4 августа — Гонсало Фернандес де ла Торре[исп.] — епископ Авилы (1355—1361)
- 7 августа — Бернар де Ла Тур[фр.] — кардинал-дьякон Сант-Эустакьо (1342—1361).
- 8 августа:
  - Роберто Висконти[итал.] — архиепископ Милана (1354—1361);
  - Николас де Сент-Мор, английский аристократ, 3-й барон Сент-Мор (1334—1361).
- 13 августа — Хьюго де Бар[фр.] — епископ Вердена (1352—1361)
- 25 августа — Франческо Атти — католический прелат, архиепископ Корфу (1348), епископ Кьюзи (1348—1353), архиепископ Флоренции (1355—1356), кардинал-священник с титулом Сан-Марко (1356—1361).
- 28 августа — Рудольф V — маркграф Бадена и сеньор Пфорцхайма (1348—1361)
- 31 августа — Жанна де Бар[фр.] — жена Джона де Варенна, 7-го графа Суррей, регент Бара (1352—1356) при своём внучатом племяннике Роберте I.
- Хизр-хан — хан Золотой Орды (1360—1361); убит.

## Сентябрь
- 9 сентября — Майкл Нортбург[англ.] — лорд-хранитель Малой печати (1350—1354), епископ Лондона (1354—1361); умер от чумы.
- 18 сентября — Людвиг V (46) — маркграф Бранденбурга (1323—1351), герцог Баварии (1347—1349) совместно со Стефаном II, Людвигом VI, Вильгельмом I, Альбрехтом I и Оттоном V, герцог Верхней Баварии (1349—1361), граф Тироля (1342—1361).
- 23 сентября — Пьер де Крос[фр.] — епископ Санлиса (1344—1349), епископ Осера (1349—1350), кардинал-священник Santi Silvestro e Martino ai Monti (1350—1361).
- Тимур-Ходжа-хан — хан Золотой Орды (1361); убит.

## Октябрь
- 4 октября — Джон де Моубрей (50) — 3-й барон Моубрей (1327—1361), умер от чумы.
- 5 октября — Реджинальд де Кобем — 1-й барон Кобэм из Стерборо (1347—1361), умер от чумы.
- 8 октября — Джон де Бошан, английский аристократ, 3-й барон Бошан из Сомерсета, участник Столетней войны.
- 10 октября — Боччино Белфорти[фр.] — правитель Вольтерры (1348—1361); казнён.
- 11 октября:
  - Джон Пасхаль[англ.] — епископ Лландаффа (1347—1361);
  - Джон де Уэллс (27), английский аристократ, 4-й барон Уэллс (1345—1361).
- 15 октября — Хамфри де Богун (51) — 6-й граф Херефорд и 5-й граф Эссекс (1336—1361), лорд Верховный констебль Англии (1335—1538, 1360—1361).
- 16 октября — Фортаньер де Вассаль[фр.] — генеральный викарий и генеральный министр ордена францисканцев (1343—1348), архиепископ Равенны (1347—1351), патриарх Градо (1351—1361)
- 18 октября — Джон Фицуолтер, английский аристократ, 3-й барон Фицуолтер (1328—1361).
- 26 октября — Роберт Саддингтон[англ.] — главный судья Суда казначейства (1337—1343, 1346—1350), лорд-канцлер Англии (1343—1345)
- 27 октября — Томас де Беркли, английский аристократ, 3-й барон Беркли (1326—1361).
- Маргарет Плантагенет — дочь короля Англии Эдуарда III, жена Джона Гастингса, 2-го графа Пембрук.

## Ноябрь
- 3 ноября:
  - Альдобрандино III д’Эсте (26), итальянский аристократ из рода Д'Эсте, маркиз Феррары и Модены (1352-1361);
  - Томас де Суинфорд, английский рыцарь и землевладелец, вассал Джона Гонта.
- 8 ноября — Пьетро дель Л’Акуила[итал.] — епископ Сант-Анджело-деи-Ломбарди (1347—1348), епископ Тривенто (1348—1361)
- 21 ноября — Филипп I Руврский (15) — граф Артуа и пфальцграф Бургундии (1347—1361), герцог Бургундии (1350—1361).

## Декабрь
- 10 декабря:
  - Бартоломей Альбицци — итальянский францисканский агиограф;
  - Реджинальд Бриан[англ.] — епископ Сент-Дейвидса (1350—1352), епископ Вустера (1352—1361).
- 25 декабря — Агнес фон Глогау[нем.] — дочь князя Генриха III Глоговского, жена герцога Нижней Баварии Оттона III

## Дата неизвестна или требует уточнения
- Абу Салим Али II — маринидский султан Марокко (1359—1361).
- Абул Ашба ибн Таммам[англ.] — мусульманский алхимик
- Альбер Лурде[фр.] — епископ Манда (1331—1361).
- Ан-Насир Хасан, мамлюкский султан Египта (1347—1351, 1354—1361).
- Бланка де Бурбон — супруга короля Кастилии Педро I Жестокого; убита по приказу мужа.
- Бондавин из Драгуньяна[фр.] — провансальский еврейский кредитор и предприниматель, сделавший состояние в Марселе в начале XIV века.
- Генри де Мотлоу[англ.] — лорд Верховный судья Ирландии (1346)
- Джон из Гаддесдена[англ.] — английский врач, автор медицинского трактата Rosa Medicinae.
- Джон де Хотэм[англ.] — канцлер Оксфордского университета (1357—1358, 1359—1360)
- Долпопа Шераб Гьялцен[англ.] — тибетский буддийский мастер, который был главным выразителем учений шентонга и влиятельным членом традиции джонанг тибетского буддизма.
- Елизавета Польская — дочь короля Польши Казимира III, жена герцога Померании Богуслава V Великого.
- Жан де Журенс[фр.] — епископ Рьеза (1348—1352), епископ Валанса (1351—1354), епископ Лукона (1354), епископ Элне (1354—1357), епископ Ле-Пюи (1357—1361)
- Заноби да Страда[англ.] — итальянский переводчик, ученый, корреспондент Петрарки и друг Джованни Боккаччо
- Изабелла де Бомонт — жена Генри Гросмонта; умерла от чумы.
- Людвиг Радлкофен[нем.] — епископ Кимзе (1360—1361)
- Людовик Хейлиген[англ.] — фламандский бенедиктинский монах и теоретик музыки, Друг Петрарки
- Маргарет де Малтон, 2-я баронесса Малтон из Гилсленда[англ.] — баронесса Малтон из Гилсленда (1313—1361).
- Мария Плантагенет — дочь короля Англии Эдуарда III, жена Жана V де Монфор, герцога Бретонского
- Миклош Дерёгди[англ.] — архиепископ Эстергома (1329—1330), епископ Эгера (1330—1361).
- Ордумелик — хан Золотой Орды (1361); убит.
- Орландо д’Арагон[англ.] — незаконнорожденный сын короля Сицилии Федериго II, государственный деятель и полководец королевства Сицилия.
- Пьер Фабри[фр.] — епископ Марселя (1361)
- Рено де Мулен[фр.] — епископ Невера (1360—1361)
- Ричард Бадью[англ.] — канцлер Кембриджского университета (1326—1329)
- Ричард Килвингтон[англ.] — английский философ.
- Роже-Бернар, граф Перигора (1334—1361).
- Томас Стюарт — шотландский аристократ, 2-й граф Ангус (1331—1361); умер от чумы в тюрьме.
- Сейфеддин Сулейман-бей II[англ.] — бей бейлика Караманидов (1356—1361); убит
- Тайдула — жена хана Золотой Орды Узбека; убита.
- Уильям де Камбусланг[англ.] — епископ Данблейна (1347—1361).
- Хаджи Бек[англ.] — вождь племени барласов периода возвышения своего соплеменника Тамерлана; убит.
- Хьюго д’Харпагон[фр.] — епископ Марселя (1359—1361)

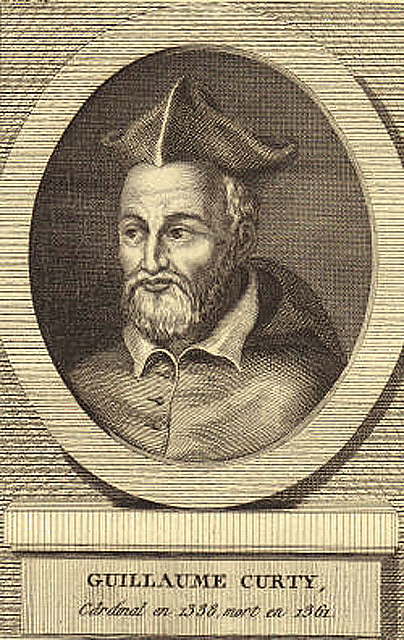
Гильом де Корт Новель
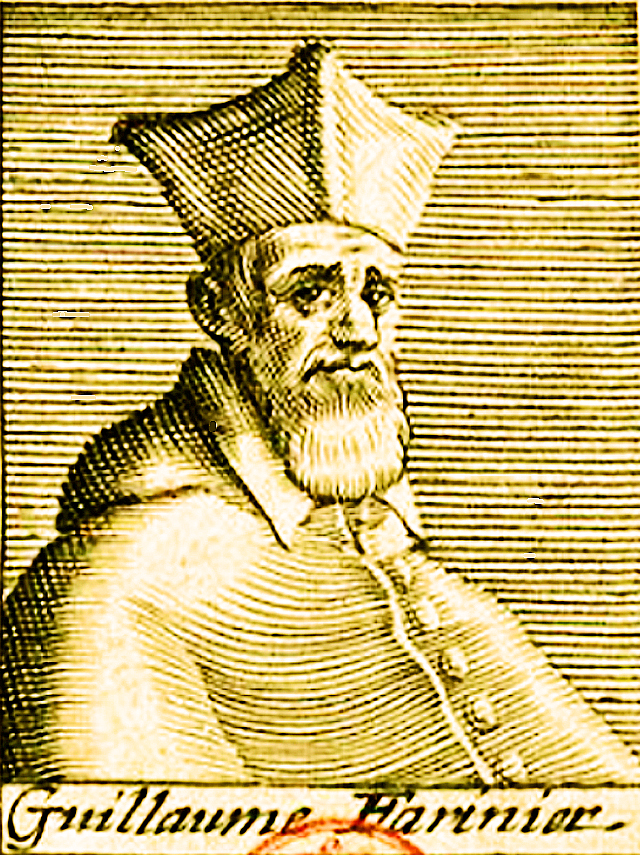
Гильом Фарнье
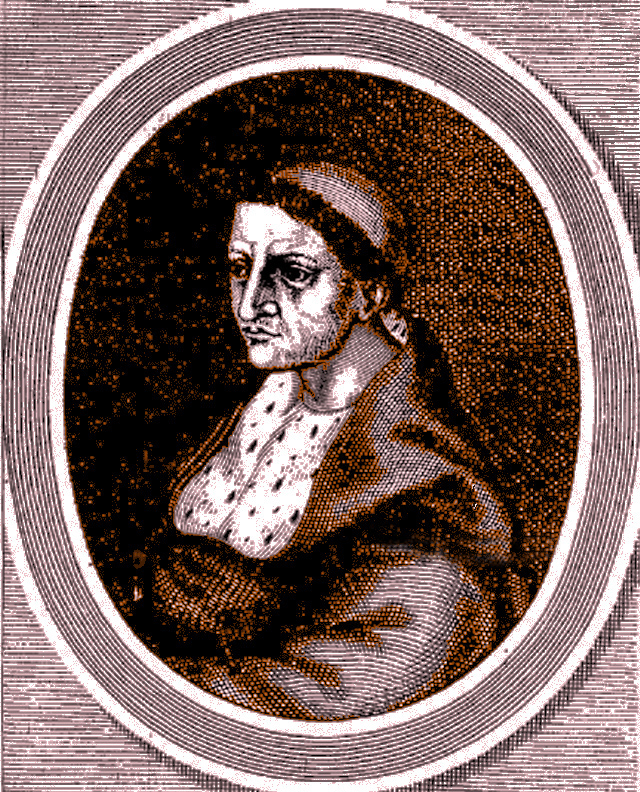
Пьер Бертран де Коломбье
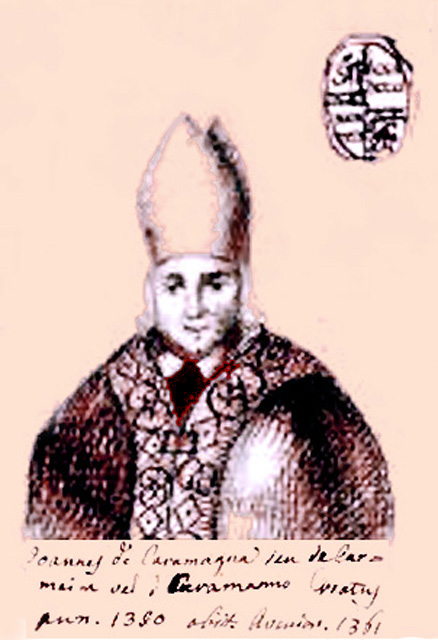
Жан де Караман
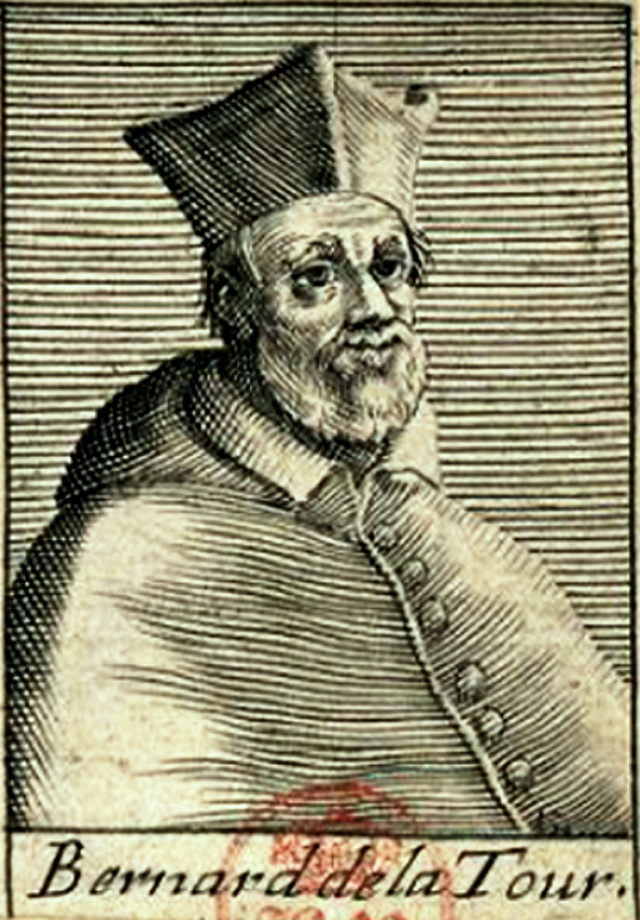
Бернар де Ла Тур
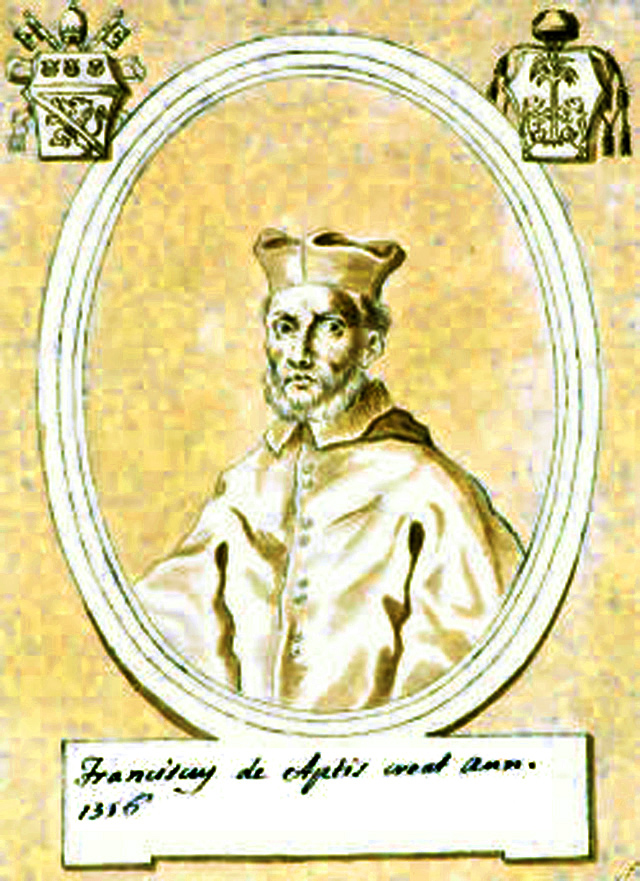
Франческо Атти
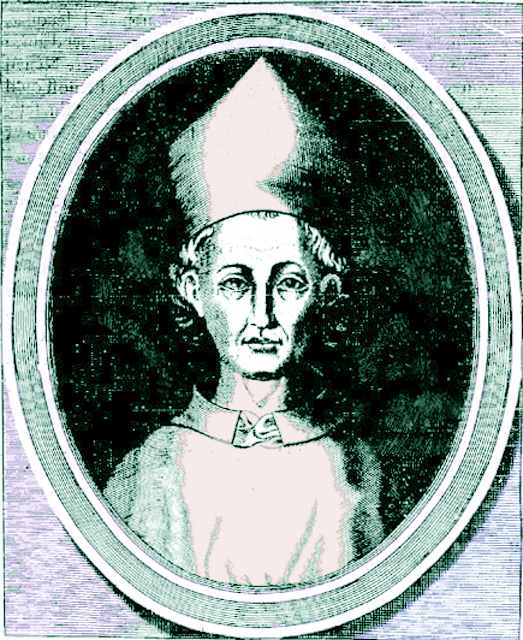
Пьер де Крос
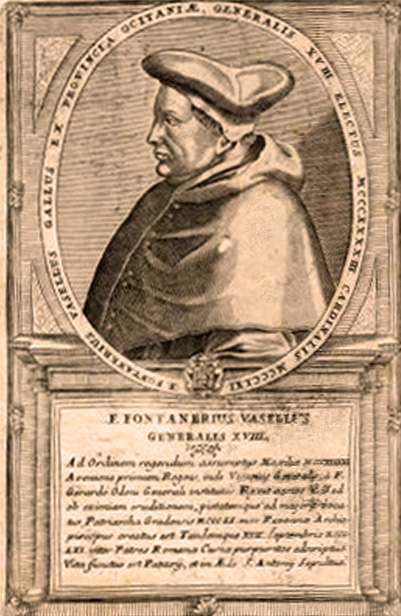
Фортаньер де Вассаль